# Hever Castle
Hever Castle er et slot i landsbyen Hever ved Edenbridge i Kent, omtrent 48 km sydøst for London. Slottet begyndte som en herregård i 1200-tallet. Fra 1462 til 1539 var det hovedsædet for familien Boleyn- (også stavet Bullen)-familien.
Anne Boleyn var kong Henrik 8.s 2. dronning. Hun boede her til 1513, da hun i 13-årsalderen blev sendt til hoffet i Nederlandene. Hendes far blev født på slottet i 1477 og overtog det efter sin far, sir William Boleyns, død. Senere kom det i Anna af Kleves besiddelse. Hun var Henrik 8.s 4. kone. I 2000-tallet er slottet blevet en turistattraktion.
Hever-slottet har stadig en af Henrik 8.s private låse, som han medbragte på sine rejser med tanke på sin sikkerhed og tilpassede til døren under besøget.